# Moisés y Aarón
Moisés y Aarón (título original en alemán, Moses und Aron) es una ópera en dos actos con música de Arnold Schönberg y libreto en alemán del propio compositor. El tercer acto quedó incompleto. El libreto se basa en el libro del Éxodo de la Biblia. Es una obra plenamente dodecafónica.

## Historia

### Composición
Moisés y Aarón tiene su precedente en una obra más temprana agitprop de Schönberg, Der Biblische Weg ("El camino de la Biblia", 1926-27), que representa una respuesta en forma dramática al aumento de los movimientos antisemitas en el mundo de habla alemana después de 1848 y una expresión profundamente personal de su propia crisis de "identidad judía". Esta última comenzó con un encuentro cara a cara con la agitación antisemita en Mattsee, cerca de Salzburgo, durante el verano de 1921, cuando fue obligado a abandonar el hotel por ser judío, aunque de hecho ya se había convertido al Protestantismo en 1898. Fue una experiencia traumática a la que Schönberg se referiría con frecuencia, y de la que aparece una primera mención en una carta dirigida a Kandinsky (abril de 1923): "Por fin he aprendido la lección que forzadamente me han enseñado este año, y nunca la olvidaré. Es que no soy un alemán, ni un europeo, de hecho a duras penas soy un ser humano (al menos, los europeos prefieren al peor de los de su raza antes que a mí), sino que soy un judío."
La afirmación de Schönberg es un eco de la de Mahler, un converso al Catolicismo, unos años antes: "Soy por tres veces apátrida: como un bohemio entre los austríacos, como un austríaco entre los alemanes, y como un judío en el mundo entero. Soy un intruso en todas partes, bienvenido en ninguna."
La experiencia de Mattsee estaba destinada a cambiar el curso de la vida de Schönberg e influir en su creatividad musical, llevándole primero a escribir Der Biblische Weg, en la que el protagonista principal Max Aruns (Moisés-Aarón) está parcialmente inspirado en Theodor Herzl, fundador del moderno Sionismo político; luego, para proclamar en Moses und Aron su inflexible credo monoteísta; y finalmente, tras su regreso oficial al Judaísmo en 1933, a embarcarse durante más de una década en una infatigable misión para salvar a los judíos europeos del destino fatal que les esperaba. Der Biblische Weg debe considerarse tanto una obra personal como política. Moisés, en el centro del éxodo bíblico, se había convertido desde los tiempos de Heine hasta los de Herzl y Schönberg, en la encarnación ideal de un redentor nacional y espiritual.
Desde el esquema de la obra, en 1926, hasta la versión final en 1927 y desde la concepción de Moses und Aron como oratorio (1928), hasta su final como ópera, fue compuesta entre 1930 y 1932. A pesar de que quedó inacabada, es ampliamente considerada como la obra maestra de Schönberg.
La obra gira en torno a la oposición entre los dos personajes de Moisés y Aarón: Moisés es idealista, el intelectual, el pensamiento puro, que más que cantar habla, usando el Sprechgesang, una declamación entonada, lo que sirve para caracterizar mejor al personaje.; por su parte, Aarón une la acción a la palabra, es el hombre de acción. Más que una auténtica ópera, aparece como una obra sinfónico-coral, centrada en la reflexión entre estos dos polos opuestos, más que en la historia dramática que se desarrolla en escena.
(Nota: En el título, Schönberg omitió una "a" del nombre de Aarón, porque era un muy supersticioso triscaidecáfobo. Moses und Aaron habría tenido 13 letras en el título.)
Zoltán Kocsis (pianista, compositor y director húngaro) había recibido permiso de los heredeors de Schönberg en 2009 para terminar el último acto, y su versión se iba a estrenar en Budapest el 16 de enero de 2010.

### Representaciones
Como Schönberg siempre pretendió acabar la obra, no se representó en vida de su autor. No se sabe por qué Schönberg la dejó inacabada. Parece que siempre quiso acabarla, y de hecho, los dos actos existentes no se interpretaron hasta después de su muerte. 
Sin embargo, la primera representación púbclica de música de la ópera fue del pasaje de la Danza en torno al Becerro de oro (Der Tanz um das goldene Kalb) en Darmstadt el 2 de julio de 1951, sólo 11 días antes de la muerte del compositor. La obra íntegra se interpretó por primera vez en versión de concierto en Hamburgo el 12 de marzo de 1954, con Hans Herbert Fiedler como Moisés y Helmut Krebs como Aarón, dirigidos por Hans Rosbaud. La primera representación escenificada fue en el Teatro de ópera de Zürich el 6 de junio de 1957, de nuevo con Hans Herbert Fiedler como Moisés y dirección de Hans Rosbaud, pero con Helmut Melchert como Aarón.
Georg Solti dirigió la primera representación en la Royal Opera House, Londres el 28 de junio de 1965. Los cantantes fueron Forbes Robinson (Moisés) y Richard Lewis (Aarón). El estreno en Estados Unidos fue producido por la compañía de Sarah Caldwell en Boston Back Bay el 30 de noviembre de 1966 con Donald Gramm, como Moisés, y Richard Lewis como Aarón, Harry Theyard como el hombre joven, Maxine Makas como la muchacha joven, Eunice Alberts como la mujer inválida, dirigidos por Osbourne McConathy. El Metropolitan Opera House de Nueva York no lo representó hasta 1999. 
En Buenos Aires se representó en 1970 en el Teatro Colón, bajo la dirección de Janos Kulka. En España se estrenó en el Gran Teatro del Liceo de Barcelona el 29 de noviembre de 1985. 
En 1973, se rodó una película dirigida por Jean-Marie Straub y Danièle Huillet (aunque no se estrenó en Estados Unidos hasta 1975). Una producción de 2006 de la Ópera Estatal de Viena sobrevive en forma de DVD.
Esta ópera no es muy representada; en las estadísticas de Operabase aparece la n.º 275 de las óperas representadas en 2005-2010, siendo la 40.ª en Austria y la segunda de Schönberg, con 8 representaciones en el período.

## Personajes
| Personaje | Tesitura                                            | Elenco del estreno, 12 de marzo de 1954 (Director: Hans Rosbaud)                                           |
| --- | --------------------------------------------------- | --- |
| Moses | papel hablado                                       | Hans Herbert Fiedler                                                                                       |
| Aron | tenor                                               | Helmut Krebs                                                                                               |
| Chica joven | soprano                                             | Ilona Steingruber-Wildgans                                                                                 |
| Joven | tenor                                               | Helmut Kretschmar                                                                                          |
| Efraimita | barítono                                            | Hermann Rieth                                                                                              |
| Mujer enferma | alto                                                | Ursula Zollenkopf                                                                                          |
| Hombre | barítono                                            | Horst Günter                                                                                               |
| Joven desnudo | tenor                                               | Hartwig Stuckmann                                                                                          |
| Sacerdote | bajo                                                | Hermann Rieth                                                                                              |
| Primera virgen desnuda | soprano                                             | Dorothea Förster-Georgi                                                                                    |
| Segunda virgen desnuda | soprano                                             | Karla Maria Pfeffer-Düring                                                                                 |
| Tercera virgen desnuda | alto                                                | Annemarie Tamm                                                                                             |
| Cuarta virgen desnuda | alto                                                | Charlotte Betcke                                                                                           |
| Hombre | hablado                                             | |
| Seis voces solitarias en la orquesta | soprano, mezzosoprano, altos, tenor, barítono, bajo | Dorothea Förster-Georgi, Maria Üger, Ursula Zollenkopf, Hartwig Stuckmann, Horst Sellentin, Ernst Max Lühr |
| Voz de la zarza ardiendo, 70 ancianos, vagabundos, varias personas mayores, 12 líderes tribales, otras personas desnudas, bailarines y supernumerarios de todo tipo |                                                     | |

## Argumento

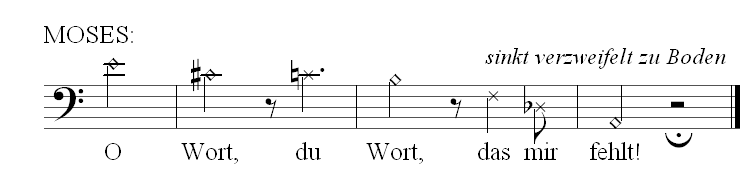
Final del segundo Acto.

### Acto I
- Escena 1 (La llamada de Moisés):'Einziger, ewiger, allgegenwärtiger

Moisés recibe un mandato de Dios, que se expresa como una voz que surge detrás de una zarza. Tendrá que liberar al pueblo judío de su cautividad en Egipto, pero antes tiene que poner fin a las prácticas de idolatría que desvían al pueblo judío de la creencia en el Dios único y omnipotente. Moisés, incapaz de transmitir el mensaje al pueblo, pide ayuda a su hermano Aarón.
- Escena 2 (Moisés encuentra a Aarón en el desierto): Du Sohn meiner Väter

Moisés y Aarón se encuentran en el desierto. Moisés es partidario de transmitir al pueblo la palabra de Dios en toda su pureza. Por su parte, Aarón apuesta por transmitir el mensaje de manera que pueda entenderse mejor por el pueblo.
- Escena 3 (Moisés y Aarón predican la palabra de Dios al pueblo): Ich hab' ihn gesehn

El pueblo hebreo recibe dividido la noticia sobre el mensaje divino a Moisés, unos rechazan el hecho, otros no dudan en adherirse a él.
- Escena 4 (Huida de Egipto): Bringt ihr Erhörung'

Moisés y Aarón comunican el mensaje al pueblo. Las palabras de Moisés no tienen efecto alguno, pero Aarón convence a la multitud.

### Acto II
- Preludio (Esperando a Moisés): Wo ist Moses?
- Escena 1 (Aarón y los 70 ancianos permanecen frente a la Montaña de la Revelación): Vierzig Tage

Hace 40 días que Moisés marchó a las montañas, donde Dios le va a comunicar su Ley. Mientras espera, el pueblo vuelve a las antiguas costumbres, librándose al libertinaje y la anarquía. Los 70 ancianos exigen a Aarón que ponga orden en la situación.
- Escena 2 (El pueblo impaciente): Wo ist Moses?

El pueblo desea el regreso de los ídolos, de manera que Aarón ordena la construcción de un becerro de oro.
- Escena 3 (Danza en torno al Becerro de oro)): Dieses Bild bezeugt

Es la pieza de la obra más conocida, y de hecho fue representada en 1951, antes de estrenarse la ópera. El pueblo adora al ídolo y practica los rituales paganos.
- Escena 4 (Moisés desciende de la Montaña): Moses steigt vom Berg herab

Moisés baja de la montaña. Transmite la Ley de Dios y destrona al Becerro de oro.
- Escena 5 (Moisés denuncia a Aarón): Aron, was hast du getan?

Moisés acusa a su hermano Aarón de todo el desorden ocurrido durante su ausencia. Aarón se defiende; si el becerro es falso porque es un ídolo, también las tablas de la Ley deben ser falsas... Indignado, Moisés rompe las tablas de la Ley. Al ver que no ha podido convencer al pueblo, que se vuelve hacia los ídolos, Moisés se lamenta "¡Oh! Palabra, la palabra que me falta".

### Acto III
Quedó incompleto. Sólo tiene una escena.
- Escena 1 (Fallecimiento de Aarón)

Continúa el conflicto entre Moisés y Aarón, entre la palabra y la acción. Moisés condena a muerte a Aarón por haber faltado al espíritu de la palabra. Después, arrepentido, lo libera. A pesar de ello, una vez que Aarón es desatado y se ve en libertad, cae a tierra fulminado y muerto.

## Instrumentación
La obra tiene partitura para la siguiente orquesta: 
- Madera: 3 flautas  (2.ª y 3.ª doblando en flautín), 3 oboes, corno inglés, 3 clarinetes (3.º doblando en clarinete sopranino), clarinete bajo, 3 fagotes (3.º doblando en contrafagot);
- Metal: 4 trompas, 3 trompetas, 3 trombones, tuba baja;
- Percusión: timbales, glockenspiel, xilófono, flexatone, campanas en la, si bemol, fa y do, bombo, címbalos, tam-tam, gong, gran tambor tenor, pequeño tambor, pandereta, matraca, campanas de timbre indefinido;
- Otros: 2 mandolinas, celesta, piano, arpa, cuerdas;
- En el escenario: corno inglés, trompa, 2 trompetas, 2 trombones, 2 mandolinas, 2 guitarras (T. 929-957), bombo - más ruidos sordos, címbalos, campanillas de trineo, gongs en varios timbres (T. 1084-1098 y T. 1102-1127), 3 clarinetes, 3 trompas o 3 fagotes (T. 1082-1128);
- Detrás del escenario: flautín, flauta, clarinete, trombón, timbales, xilófono, 2-4 mandolinas, piano (T. 1084-1098 y T. 1102-1109)

## Discografía
Hay varias grabaciones. 
- 1954:  Hans Herbert Fiedler, Helmut Krebs, Orquesta Sinfónica de la Radiodifusión del Noroeste de Alemania (Hamburgo) dirigido por Hans Rosbaud
- 1966: Hermann Scherchen la grabó con la Deutsche Oper Berlin y Josef Greindl y Helmut Melchert (Opera D'Oro).
- 1973: Günter Reich, Louis Devos, Coro y Orquesta Sinfónica de la Radiodifusión de Austria dirigida por Michael Gielen
- 1976: Pierre Boulez dirigió a Günther Reich, Richard Cassilly, y la Orquesta Sinfónica de la BBC (Sony)
- 1976: Werner Haseleu, Reiner Goldberg, Orquesta Sinfónica de la Radiodifusión de Leipzig dirigida por Herbert Kegel
- 1984:  El propio Georg Solti grabó más tarde la obra, con Franz Mazura, Philip Langridge y el Coro y Orquesta Sinfónica de Chicago, que obtuvo un Premio Grammy por Mejor Grabación de Ópera en 1986.
- 1996: David Pittman-Jennings, Chris Merritt, Orquesta Real del Concertgebouw dirigida por Pierre Boulez (DGG)
- Por último, en 2006, Naxos ha publicado una grabación de la Orquesta estatal de Stuttgart bajo la dirección de Roland Kluttig, intérpretes: Wolfgang Schöne y Chris Merritt.